# Sokkia

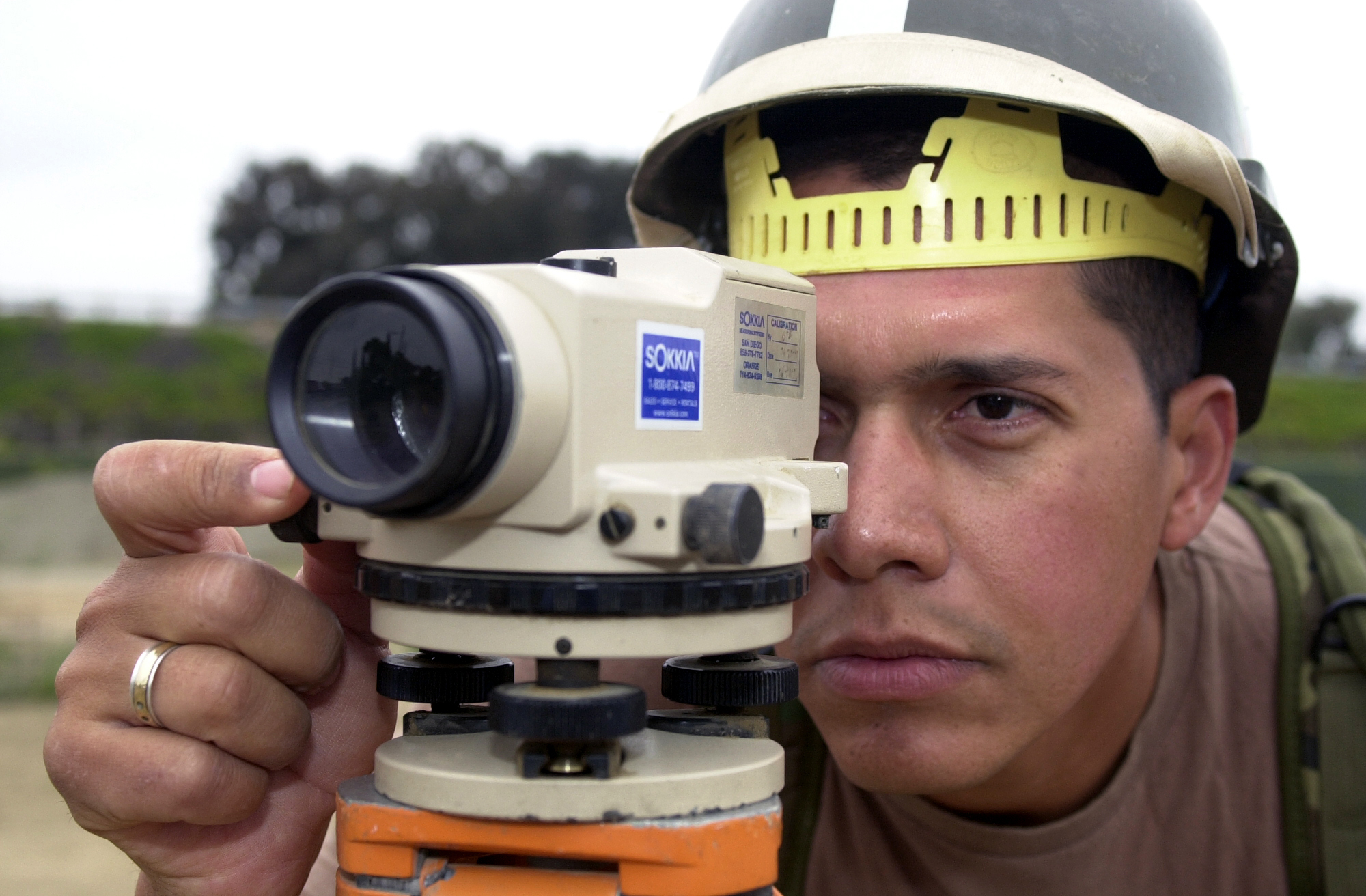
Nivel óptico Sokkia

Sokkia Co., Ltd es una empresa japonesa ubicada en Atsugi, que fabrica instrumentos ópticos y electrónicos de medición para topografía, construcción y metrología. Fue fundada como Sokkisha en 1920 en Japón, y establecida oficialmente en Kanagawa en 1943. En 2008 Sokkia fue adquirida por su competidor Topcon, sin embargo, actualmente ambas compañías se mantienen como marcas separadas.
Los productos que cuenta en su producción incluyen:

## Topografía
- Receptores GNSS, estaciones totales, niveles ópticos, niveles digitales, software de escritorio para topografía.

## Construcción
- Niveles láser rotatorios, láseres de alineación, sensores de control de maquinaria, niveles, teodolitos, estaciones totales.

## Metrología
- Teodolitos industriales, software CAD tridimensional, dianas magnéticas, y desarrollo de aplicaciones especializadas para especialistas alemanas de la industria.